# Ethelurgus politus
Ethelurgus politus är en stekelart som beskrevs av Henry Keith Townes, Jr. 1983. Ethelurgus politus ingår i släktet Ethelurgus och familjen brokparasitsteklar. Inga underarter finns listade i Catalogue of Life.